# Valonia ventricosa
Valonia ventricosa, také známá jako bublinková řasa, je druh jednobuněčné zelené řasy, která se vyskytuje v tropických a subtropických mořích po celém světě. S průměrem až pět centimetrů je jedním z největších existujících jednobuněčných organismů.

## Charakteristika
Ventricaria ventricosa má koenocytovou strukturu s více jádry a chloroplasty. Celá buňka obsahuje několik cytoplazmatických domén, přičemž každá doména má jádro a několik chloroplastů. Cytoplazmatické domény jsou propojeny cytoplazmatickými „můstky“, které jsou podporovány mikrotubuly. Valonia ventricosa obvykle roste individuálně, ale ve vzácných případech může růst ve skupinách.

### Výskyt
Objevují se v přílivových pásmech tropických a subtropických oblastí, jako Karibik, severní Florida, jih Brazílie, a v Indo-Pacifiku. Celkově obývají prakticky každý oceán na celém světě, často žijící v korálových sutinách. Byly pozorovány v maximální hloubce přibližně 80 metrů.

## Studie
Valonia ventricosa byla studována zejména proto, že buňky jsou tak neobvykle velké, že poskytují vhodný předmět pro studium přenosu vody a molekul rozpustných ve vodě přes biologické membrány.